# Comanthera aciphylla
Comanthera aciphylla är en gräsväxtart som först beskrevs av August Gustav Heinrich von Bongard, och fick sitt nu gällande namn av L.R.Parra och Ana Maria Giulietti. Comanthera aciphylla ingår i släktet Comanthera, och familjen Eriocaulaceae. Inga underarter finns listade i Catalogue of Life.